# Lispe persica
Lispe persica är en tvåvingeart som först beskrevs av Becker 1904.  Lispe persica ingår i släktet Lispe och familjen husflugor. Inga underarter finns listade i Catalogue of Life.